# Julius Bacmeister
Lucas Wilhelm Josef Julius Bacmeister (* 1855 in Hannover; † 23. März 1916 in Chemnitz) war ein sächsischer Generalmajor.

## Leben
Bacmeister stammte aus der hannoverschen Linie einer traditionsreichen Gelehrtenfamilie Niedersachsens und war der Sohn des hannoverschen Ministerpräsidenten Georg Heinrich Bacmeister und dessen Ehefrau Charlotte Sibylle Theodore Kritter (1814–1884). Er hatte drei Geschwister, von denen zwei schon im Kindesalter starben. Sein einzig überlebender Bruder war der deutsche Richter und Landgerichtspräsident Georg Arnold Bacmeister, welcher Vater von Adolf Bacmeister und Georg Albert Bacmeister war.
Bacmeister trat am 1. April 1874 als Fähnrich in das 1. (Leib-) Grenadier-Regiment Nr. 100 der Sächsischen Armee in Dresden ein und avancierte am 31. Januar 1875 zum Sekondeleutnant. Er wurde dann bis 1879 als Bataillons-Adjutant verwendet und am 1. April 1881 zum Premierleutnant im 9. Infanterie-Regiment Nr. 133 befördert. Anschließend absolvierte Bacmeister ab 1882 zur weiteren Ausbildung für drei Jahre die Preußische Kriegsakademie in Berlin. Seine Beförderung zum Hauptmann erfolgte am 11. November 1887 unter gleichzeitiger Verwendung als Intendanturrat im sächsischen Kriegsministerium. 1893 wurde er Kompaniechef im 8. Infanterie-Regiment Nr. 107 und am 24. März 1898 zum Major unter gleichzeitiger Verwendung als Bataillonskommandeur im 9. Infanterie-Regiment Nr. 133 befördert. In den folgenden Jahren wurde er am 22. März 1902 zum Oberstleutnant beim Stabe des 10. Infanterie-Regiment Nr. 134 befördert. Unter Beförderung zum Oberst am 15. Juli 1904 wurde er Regimentskommandeur des 14. Infanterie-Regiment Nr. 179. Er wurde noch am 18. August 1908 zum Generalmajor und Kommandeur der 5. Infanterie-Brigade Nr. 63 ernannt und am 22. März 1910 zur Disposition gestellt. Er lebte im Ruhestand in Fasano in Italien und wurde nach Ausbruch des Ersten Weltkrieges als stellvertretender Inspekteur der Landwehr-Inspektion Chemnitz reaktiviert.
Er heiratete Auguste von Jacobi und bekam mit ihr eine Tochter, Natalie, welche den sächsischen Offizier Rudolf Krantz heiratete.